# Amnon Orbach
Amnon Orbach (hebräisch אמנון אורבך; geboren am  23. Januar 1930 in Jerusalem; gestorben am 18. August 2024 in Marburg) war ein deutsch-israelischer Ingenieur und in den 1980er Jahren Neugründer und langjähriger Vorsitzender der Jüdischen Gemeinde Marburg.

## Leben und Ausbildung
Amnon Orbach wurde 1930 in Jerusalem als Sohn eines jüdischen Geschäftsmannes geboren. Schon früh engagierte er sich in der Hagana, in der auch sein Vater aktiv war. Er studierte Ingenieurwissenschaften in Haifa und New York und arbeitete zunächst in der Rüstungsindustrie. Später spezialisierte er sich auf die Entwicklung von Lehrmaterialien und Spielgeräten für Kindergärten und Schulen. 1982 zog Orbach nach Deutschland, nachdem er Hannelore, eine Lehrerin aus Marburg, kennengelernt hatte. In Marburg existierte zu dem Zeitpunkt keine aktive jüdische Gemeinde. Er machte es sich zur Aufgabe, die jüdische Präsenz in der Stadt wieder aufzubauen. Durch seinen unermüdlichen Einsatz gelang es ihm, die jüdische Gemeinschaft neu zu organisieren und 1989 offiziell eine Gemeinde zu gründen. Orbach war Vater von zwei Kindern aus erster Ehe. Er starb am 18. August 2024 im Alter von 94 Jahren.

## Aufbau der Jüdischen Gemeinde Marburg
Auf Orbachs Initiative hin zog die nach dem Zweiten Weltkrieg wachsende jüdische Gemeinde Marburgs 1989 in ein Fachwerkhaus am Fuß der Oberstadt. Doch als die zahlreichen Zuwanderer aus Osteuropa kamen, reichte der Betraum nicht mehr aus. 2005 wurde die neue Synagoge mit Kulturzentrum der Jüdischen Gemeinde im Marburger Südviertel eingeweiht, die wesentlich auf das Engagement und die Überzeugungskraft Amnon Orbachs zurückgeht. Der Neubau, der als modernes und symbolträchtiges Gebäude konzipiert wurde, ermöglicht der jüdischen Gemeinde nicht nur, ihre religiösen Praktiken in einem eigenen, eigens dafür geschaffenen Raum fortzuführen, sondern auch das kulturelle und soziale Gemeindeleben weiter auszubauen.

## Interreligiöses Engagement und Auszeichnungen
Orbach engagierte sich intensiv für den interreligiösen Dialog, insbesondere mit der muslimischen Gemeinde in Marburg. Dank seines Engagements kam es im Jahr 2012 zu einem weltweit einzigartigen Ereignis, als nicht nur die Jüdische Gemeinde, sondern auch Christen und Muslime sowie der Magistrat der Stadt Marburg an der Vollendung der Torarolle mitwirkten. Für seine Verdienste wurde er 2000 mit dem Bundesverdienstkreuz, 2010 mit der Medaille der Universitätsstadt Marburg und 2014 mit der Ehrenbürgerschaft von Marburg ausgezeichnet. 2022 erhielt er für sein jahrzehntelanges Engagement gegen Antisemitismus und Rassismus sowie für jüdisches Leben in der Stadt das Marburger Leuchtfeuer.

## Schriften (Auswahl)
- Die Gabe der Thora - ein universeller Wert. In: Holger Speier (Hrsg.): Gott heißt Versöhnung. Marburger Religionsgemeinschaften für den Frieden. Büchner, Marburg 2017, ISBN 978-3-941310-98-8, S. 123–126.
- "Trage nicht auf ewig Unrecht mit dir!" In: Holger Speier (Hrsg.): Gott heißt Versöhnung. Marburger Religionsgemeinschaften für den Frieden. Büchner, Marburg 2017, ISBN 978-3-941310-98-8, S. 127–130.